# Tai ping tian guo
Tai ping tian guo è un film del 1996 diretto da Nien-Jen Wu.

## Trama
Alla fine degli anni Sessanta, la vita in un villaggio sulla costa a sud di taiwan è ancora quella di una società agricola tradizionale. L'ex insegnante Lin Wen-sheng è il solo uomo con un po' di cultura del villaggio. Suo fratello più giovane si è stritolato una mano ed egli spera che la tecnologia americana prima o poi riuscirà a rimetterla a posto. Intorno al villaggio avrà luogo una manovra militare congiunta degli eserciti statunitense e taiwanese. Il governo chiede a Lin di usare la sua influenza per persuadere la gente del villaggio a collaborare. Gli abitanti lasciano le loro case e un bar e un gruppo di ragazze prendono il loro posto. Vedendo i loro campi rasi al suolo e i raccolti calpestati, gli abitanti si rivologono con rabbia contro Lin e cominciano a rubare i rifornimenti dell'esercito americano. Per riguadagnarsi la reputazione nel villaggio anche Lin e suo fratello rubano due casse di metallo, ma vi trovano dentro due soldati morti.